# Alexis Magner
Alexis Magner, née Ryan le 18 septembre 1994, à Ventura est une coureuse cycliste américaine. 

## Biographie
Elle commence le cyclisme à l'âge de neuf ans. Sa sœur Kendall est également professionnelle. Alexis Ryan a épousé le cycliste Tyler Magner en décembre 2023 et porte depuis son nom. 
En 2014, elle chute durant l'Energiewacht Tour et se brise le bras droit. Elle est indisponible pour le reste de la saison.

### 2017
Sur la septième étape du Tour d'Italie, Alexis Ryan fait partie de l'échappée décisive. Elle est finalement quatrième du sprint,,. En août, elle est dixième du Tour de Norvège. Aux championnats du monde du contre-la-montre par équipes, elle fait partie de la composition de l'équipe qui prend la quatrième place.

### 2018

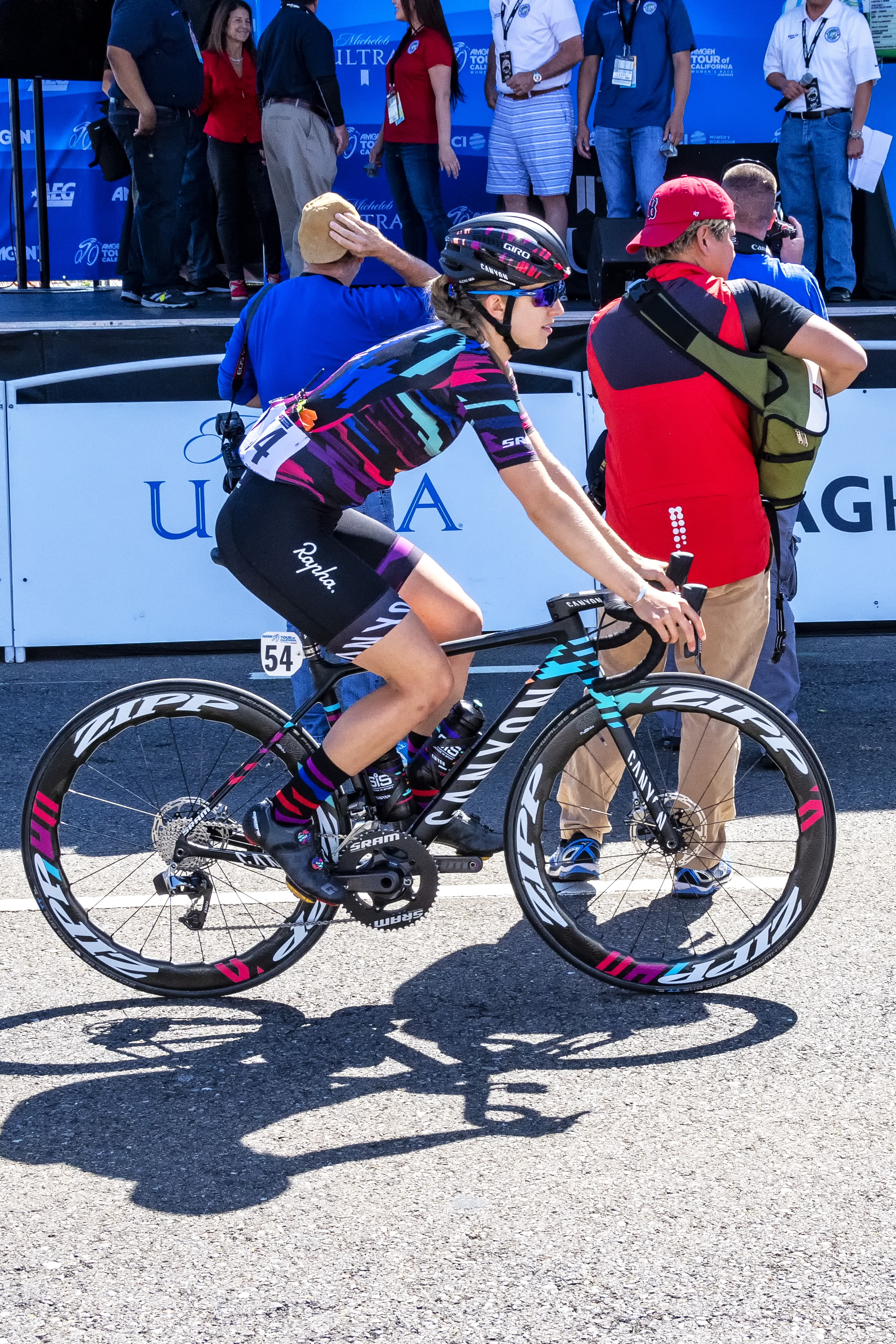
Au Tour de Californie

Elle réalise un très bon début de saison 2018 en devenant la sprinteuse de l'équipe Canyon-SRAM. Elle prend la deuxième place dans le sprint massif du Circuit Het Nieuwsblad. Elle remporte ensuite sa première victoire professionnelle au Drentse 8 van Westerveld,. Le dimanche, elle se classe deuxième du Tour de Drenthe au bout d'un sprint très serré avec Amy Pieters. À l'Amstel Gold Race, le passage du Keutenberg au kilomètre cinquante-quatre provoque une sélection. Un groupe de huit coureuses se forme à son sommet et le reste du peloton est divisé en deux. Alexis Ryan y est présente. Ce groupe a vingt-cinq secondes d'avance lors du premier passage sur la ligne d'arrivée. Un ralentissement permet au peloton de se regrouper. L'avantage de l'échappée monte alors à deux minutes trente. Dans l'avant-dernière montée du Cauberg, Chantal Blaak accélère et n'est suivie que par Alexis Ryan puis par Amanda Spratt. Derrière, Brand, Cordon et Markus allient leurs forces et reviennent sur la tête. Tout se joue finalement dans la dernière montée du Cauberg. Alexis Ryan est quelque peu décrochée cette fois et se classe cinquième,.
Au Festival Elsy Jacobs, Alexis Ryan est huitième du prologue. Sur la première étape, Alexis Ryan se classe deuxième du sprint. Elle est quatrième le lendemain et conclut l'épreuve à la troisième place,.
En fin de saison, au Tour de l'Ardèche, Alexis Ryan remporte au sprint la première étape,,. Elle est ensuite deuxième au sprint de la deuxième étape derrière Arlenis Sierra,,.

### 2019
Au circuit Het Nieuwsblad, Alexis Ryan est cinquième du sprint du peloton.

### 2021
Elle règle sprint du peloton sur À travers les Flandres et en prend ainsi la troisième place.

## Palmarès sur route

### Par année
- 2010
  - 2e du championnat des États-Unis sur route cadettes
- 2011
  -  Championne des États-Unis sur route juniors
  -  Championne des États-Unis du critérium juniors
- 2012
  -  Championne des États-Unis sur route juniors
  -  Championne des États-Unis du critérium juniors
- 2013
  -  Championne des États-Unis du critérium espoirs
  - 2e du championnat des États-Unis sur route espoirs
- 2017
  - 3e du contre-la-montre par équipes de l'Open de Suède Vårgårda
- 2018
  - Drentse 8 van Westerveld
  - 1re étape du Tour cycliste féminin international de l'Ardèche
  - 2e du Circuit Het Nieuwsblad
  - 2e du Tour de Drenthe
  - 3e du Festival Elsy Jacobs
  - 5e de l'Amstel Gold Race
- 2019
  - 1re étape du Tour d'Italie (contre-la-montre par équipes)
- 2020
  - 3e d'À travers les Flandres
- 2022
  - Athens Twilight Criterium
  - 2e de l'Athens Twilight Criterium
  - 3e du Sunny King Criterium
- 2024
  - Athens Twilight Criterium
  - 3e étape du Tulsa Tough
- 2025
  - Athens Twilight Criterium

### Classements mondiaux
| Année                                 | 2013 | 2014 | 2015 | 2016 | 2017 | 2018 | 2019 | 2020 | 2021 |
| ------------------------------------- | ---- | ---- | ---- | ---- | ---- | ---- | ---- | ---- | ---- |
| Classement UCI                        | 451e | 329e | 160e | 226e | 86e  | 28e  | 215e | 325e | 134e |
| UCI World Tour                        |      |      |      | nc   | 53e  | 28e  | 173e | 104e | 142e |
|                                       |      |      |      |      |      |      |      |      |      |
| Légende : nc = non classéSource : UCI |      |      |      |      |      |      |      |      |      |

## Palmarès sur piste

### Par année
- 2012
  -  Championne des États-Unis de poursuite par équipes juniors

## Palmarès en cyclo-cross

### Par année
- 2008
  -  Championne des États-Unis de cyclo-cross minimes
- 2010
  -  Championne des États-Unis de cyclo-cross cadettes

## Palmarès en VTT

### Par année
- 2007
  -  Championne des États-Unis de cross-country minimes